# Orsina da Fonseca
Orsina Francioni da Fonseca (Rio de Janeiro, 17 de dezembro de 1858 — Rio de Janeiro, 30 de novembro de 1912) foi a primeira esposa de Hermes da Fonseca, 8.º Presidente do Brasil, e a primeira-dama do país de 1910 até sua morte.

## Biografia
Orsina era filha do coronel do exército brasileiro e governador do estado de Alagoas Pedro Paulino da Fonseca e de sua esposa Francisca Catarina Francioni. Em 16 de abril de 1879, aos vinte anos, desposou seu primo-irmão e parceiro de infância Hermes Rodrigues da Fonseca, do qual tiveram sete filhos: Mário, Maria, Josefina, Leônidas, Euclides, Manuel Deodoro e Hermes Filho. As duas meninas morreram ainda bebês.

## Primeira-dama do Brasil

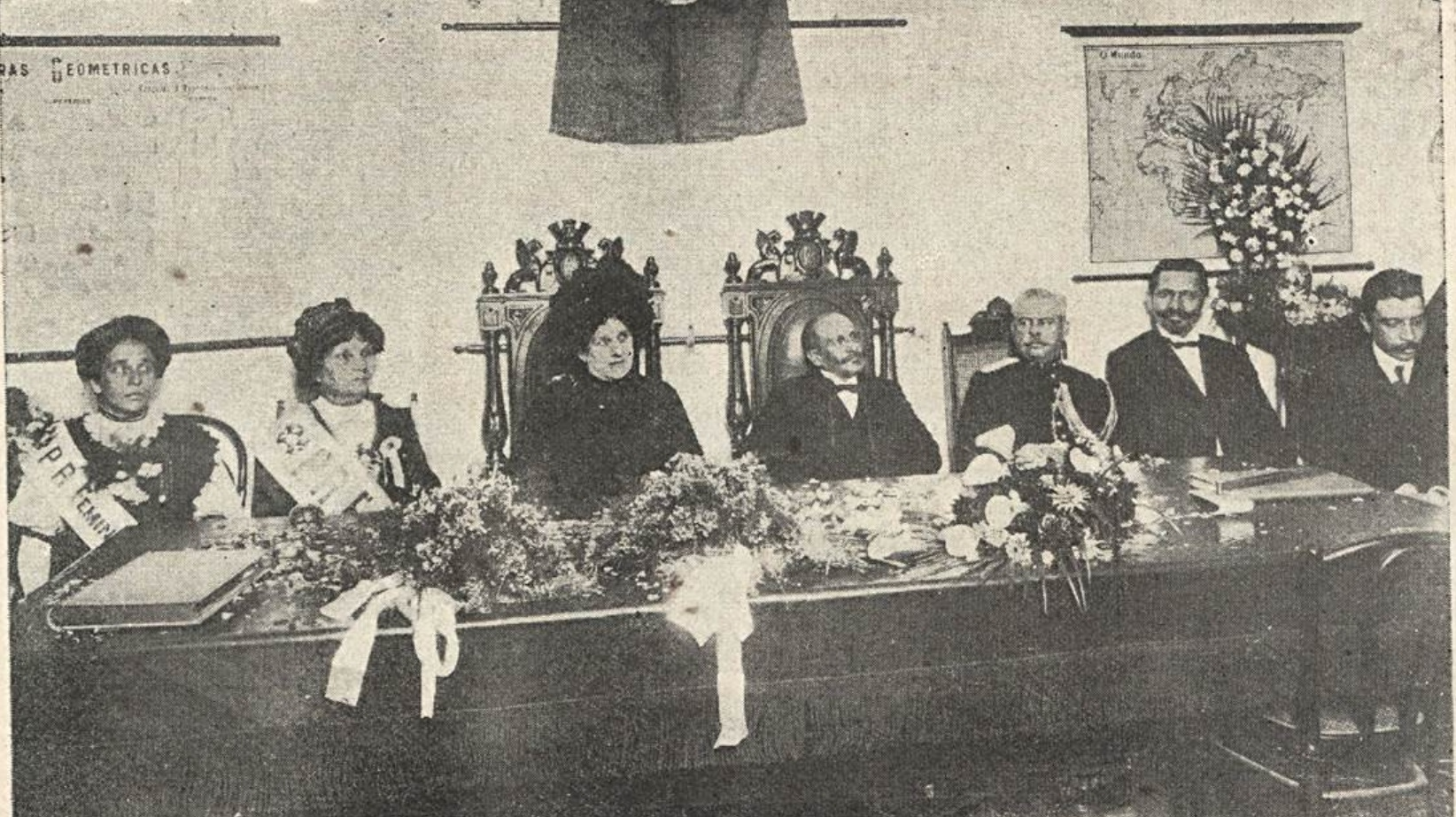
O Presidente Hermes da Fonseca e a primeira-dama Orsina, presentes à Sede do Partido Republicano Feminino, em 24 de junho de 1911.

Com a vitória do marechal em 15 de novembro de 1910, Orsina tornou-se primeira-dama do Brasil. No curto período como anfitriã da Nação, ajudou as mulheres a lutarem por seus direitos de igualdade na sociedade da década de 1910 e desempenhou ações sociais.
Orsina visitou o Instituto Profissional Feminino ao lado do marido e se afeiçoara às meninas pobres, a maioria órfã, prestando-lhes assistência social. Além disso, auxiliou o marechal João Nepomuceno de Medeiros Mallet, filho do Marechal Emílio Mallet na fundação do Orfanato Osorio.
A primeira-dama faleceu no Palácio Guanabara, aos cinquenta e três anos, em 30 de novembro de 1912. Pouco mais de um ano, o presidente viúvo casou com a caricaturista Nair de Tefé von Hoonholtz, a qual a sucedeu como primeira-dama do Brasil. Nenhum dos cinco filhos do presidente compareceu à cerimônia, muito comentada à época.

## Homenagem
Logo após sua morte, adicionou-se ao Instituto Profissional Feminino o nome 'Orsina da Fonseca'.